# نابل
نَابُل هي مدينة ساحلية تونسية. يبلغ عدد سكانها نحو 36.878 نسمةً حسب إحصائية عام 2014.

## موقعها
تقع في الناحية الشمالية الشرقية من الجمهورية التونسية على ساحل الناحية الجنوبية لشبه جزيرة الوطن القبلي، تبعد عن العاصمة تونس حوالي 60 كم، و 30 كم من شمال شرق مدينة الحمامات.

## المواصلات
يربطها بتونس العاصمة أحد خطوط سكك حديد تونس.

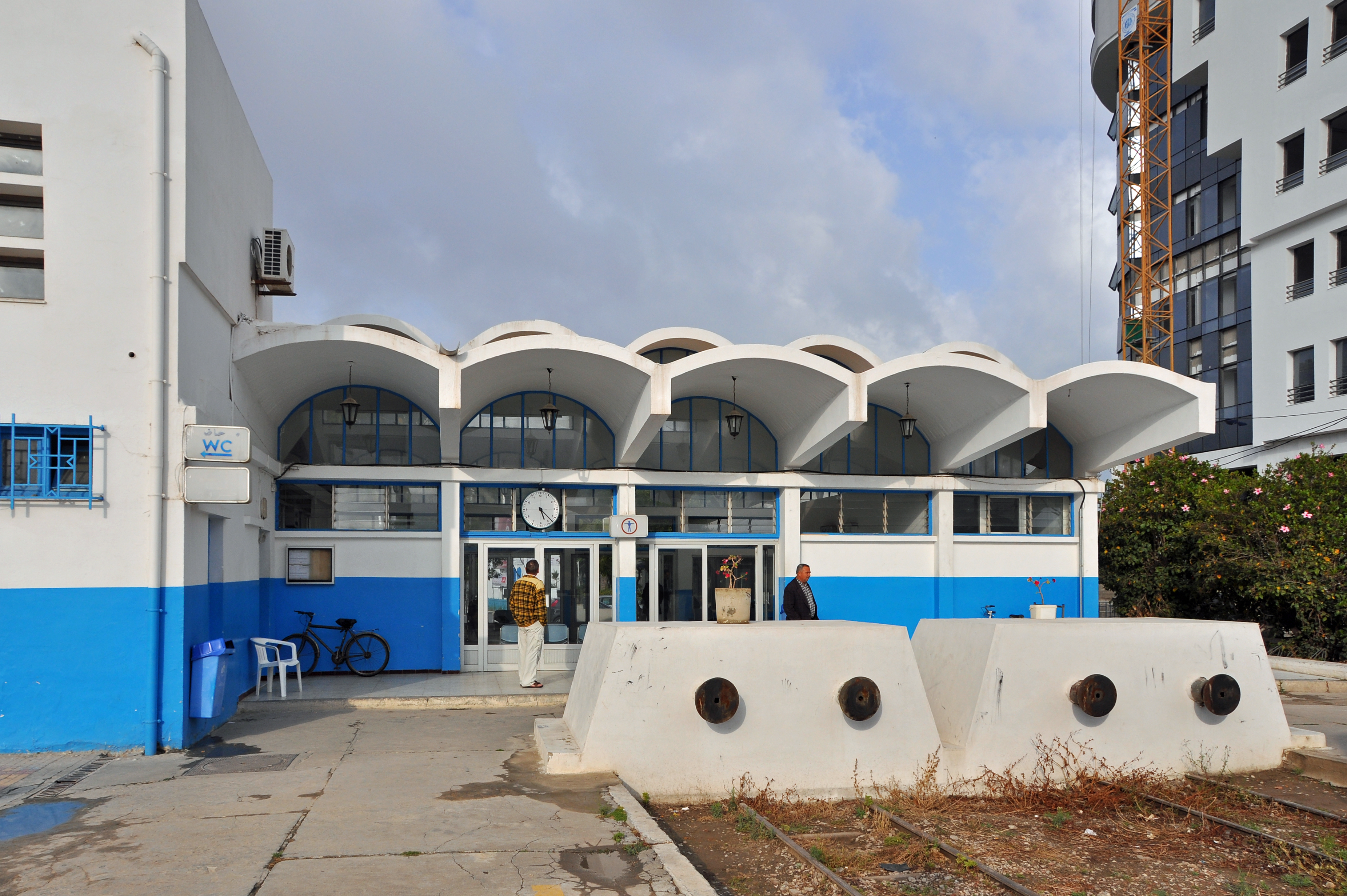
محطة نابل

## المناخ
مناخ معتدل، يتراوح متوسط درجة الحرارة في جانفي بين 8.4 درجة م و 15.8 درجة م بينما تتراوح في أوت بين 22.6 درجة م و 30.6 درجة م.

## تاريخ
نيابوليس، أي «المدينة الجديدة» أو «الجنة الصغيرة»، هي من أقدم المدن البونية بعد قرطاج لاستراتيجية موقعها وأهمية تجارتها. فتعود أقدم الآثار الشاهدة على هذا التاريخ إلى السادس قبل الميلاد. حتى أنها تحيل على ازدهار المعمار في العهد الروماني. لما تحمله من لوحات فسيفسائية تمثل مشاهد من الأساطير الاغريقية حينا وتكشف انعكاسات الثقافة اليونانية حينا آخر. ناهيك عن مختلف الآثار الأندلسية إلى جانب النصب التذكاري للشهداء الواقع بساحة الشهداء بالمحفر كما المساجد النورية والسبتية والمقامات والأسواق التجارية كسوق البلغة وسوق الذهب.
تم إحداث ولاية نابل في 21 جوان  1956 وتسمى أيضا الوطن القبلي، وهو اسم غير رسمي. كما كانت تسمى ولاية الوطن القبلي من 25 سبتمبر 1957 إلى 17 سبتمبر 1964 قبل أن تستقر تسميتها الرسمية لتصبح منذ ذلك التاريخ ولاية نابل.

## السياسة
تتكون قائمة رؤساء بلديات نابل من الشخصيات التالية:
- 15 مايو 1960 إلى 24 مايو 1980: توفيق دغفوس
- 12 مايو 1985 - 18 مايو 1990: عز الدين شلبي
- 201 ..- 201 ..: حاتم ساسي 15
- 201 ..- 201 ..: محمد دكنو 16
- 26 يونيو 2018: هدى سكندجي 17

## الزراعة
تتركز الزراعة في نابل على أشجار الفاكهة منها البرتقال والليمون البلدي والبرتقال المر. وهكذا، فإن السكان يقومون بتقطير الزهور ويبيعون الإنتاج بكميات كبيرة. معظمها موجه للسوق المحلي، والباقي موجه للتصدير.
تشتهر نابل أيضًا بالهريسة، حيث بدأت ثقافتها في تونس بعد وصول الموريسكيين، بداية القرن الـ17 مما ساهم في تعميم وانتشار زراعة الفلفل وتكثيف الإنتاج حتى غدت عادة التصقت أساسًا بساكني جهة الوطن القبلي التي استقروا بها خلال الهجرة الأندلسية، كما كان لليهود التونسيين دور كبير في استغلال الفلفل وإعداد الهريسة وتحويلها إلى عادة غذائية مقترنة بجميع أنواع الوجبات الغذائية. حيث يخزن السكان كميات كبيرة على مدار العام، ويمارسون العولة، والتي تتمثل في إعداد المكونات المختلفة خلال الموسم والحفاظ عليها للاستهلاك طويل الأجل 18.

## الرياضة
الملعب النابلي هو النادي الرئيسي بالمدينة به عدة أقسام، منها قسم نشط في كرة السلة توج بطلاً لتونس عدة مرات وكرة الرقبي كذلك .

## السياحة
حول عنصر الطبيعة من نابل وجهة سياحية هامة ومتميزة بتنوع أقطابها واندماجها في المحيط الاجتماعي والاقتصادي. حيث تكثر فيها أشجار النّخيل الخضراء وكذلك أشجار الزّيتون، وأشجار البرتقال. كما تتنوع الآثار الرّومانية كموقع (نابل القديمة) كما يسمّيه أهل المدينة الذي يقع في جنوب المدينة حيث يعكس ما كان يسميه الرّومان بنيبالوليس، كما أطلق عليه الجغرافي العربي الإدريسي لقب قصر نابل، وكما يقصد الزوار أيضاً متحف نابل الأثري الذي يعرض الآثار الرّومانية التي عُثر عليها في المدينة.
من ذلك يقدر عدد الوافدين على مدينة نابل ب 74963 وافد بينما يبلغ عدد الليالي المقضاة ب268361 ليلة أما نسبة معدل الأشغال فتصل إلى 15.5% ويقدر معدل الإقامة (ليلة مقضاة) ب3.6 حسب مؤشرات الاستغلال والإقامة سنة 2016.

## الصناعات التقليدية

### صناعة الفخار[4]
منذ آلاف السنين برزت هذه الصناعة لتميز نابل عن غيرها من الولايات، نابل من أكثر المدن المُصدّرة للخزف؛ حيث تضم على ألفي حِرفيّ متخصص ومزاول لهذه المهنة، وكذلك يوجد بها ستمائة ورشة لتصنيع الفخار، وسبعين مؤسسة مختصة بتصدير الخزف.

### صناعة الحصير
هي صناعة من السعف والحلفاء والسمار الذي ينبت في السباخ، يفرش به المساجد، والاستراحات، وتزخرف وتجمل به الحوائط، حيث تمنع تسرب البرودة أو الحرارة للمستند عليها.

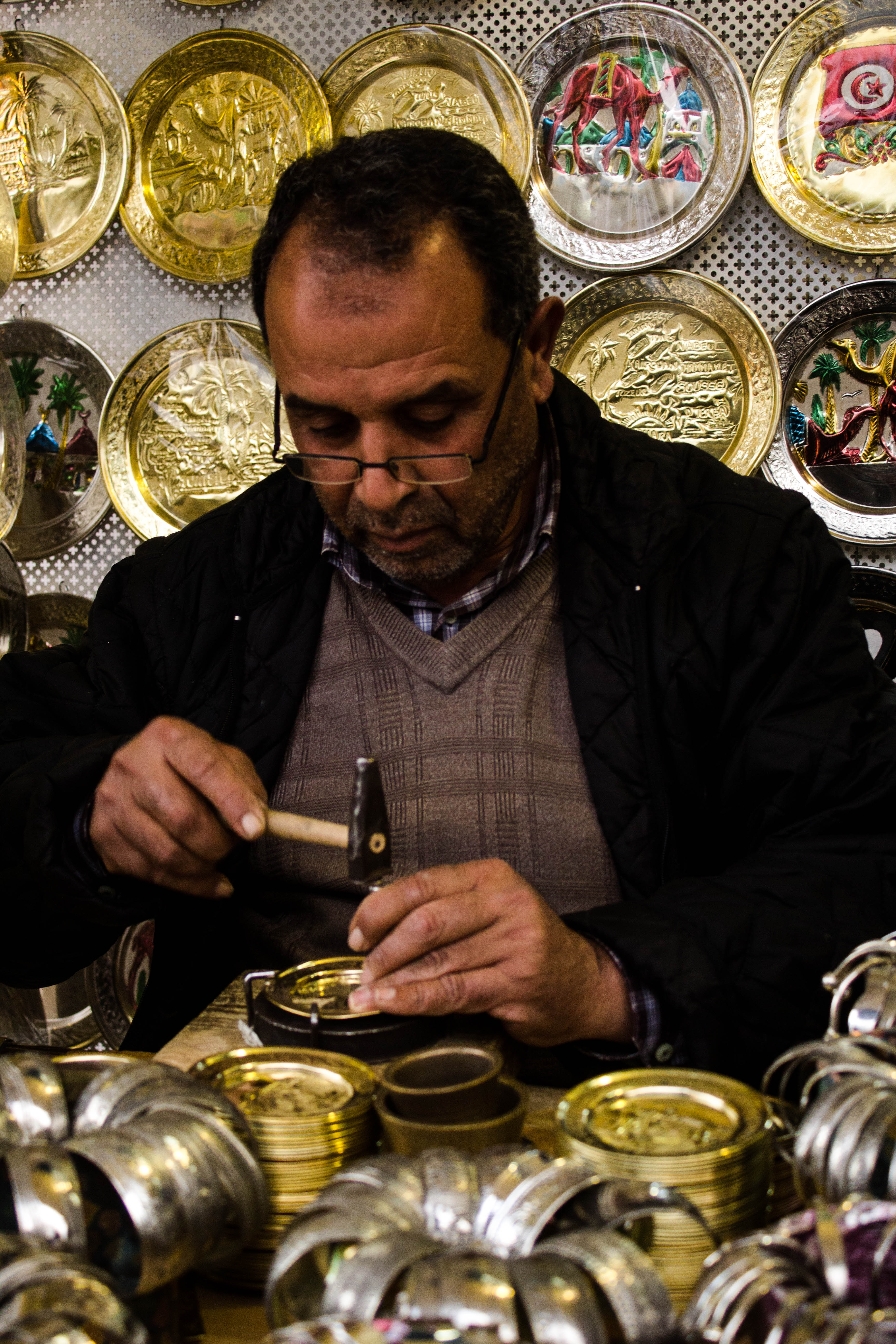

### النحاس
يتم تعليقها كزينة على الجدران، وكذلك الأواني النّحاسية المستخدمة في الطّبخ، وأبرز ما تشتهر به هذه الصّناعة هو النّقش بخيوط الفضة على النّحاس الأصفر لتبدو تحفة فنية يتهافت الزّوار على شرائها واقتنائها.

### تقطير الزهر
تقطير الزّهر الذي يزهر في فصل الرّبيع، حيث تشتهر بتحضير الزّيوت الأساسية المستخدمة في مجال صناهة العطور كزيت الزّهر الأساسي (النّيرولي)، وماء زهر النّارنج الذي يستخدم في أغراض الطّبخ، وصناعة العطور، وفي المجالات الطّبية.

### التطريز
التطريز باستخدام عدة أدوات؛ مثل: الخيط أو العدس أو الكنتيل.

## التقسيمات الإدارية للولاية

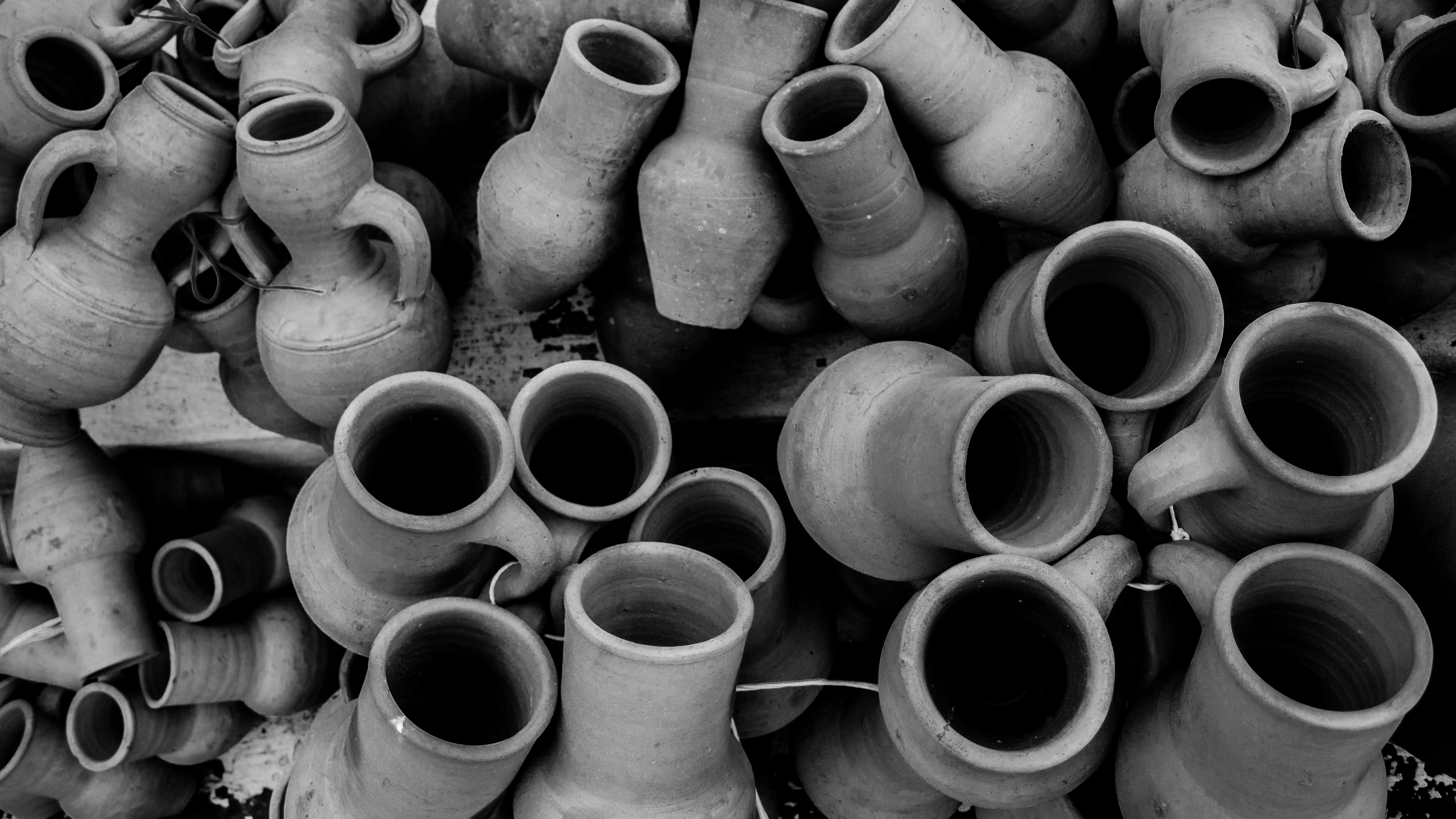

- معتمدية بني خلاد
- معتمدية بني خيار
- معتمدية بوعرقوب
- معتمدية تاكلسة
- معتمدية حمام الأغزاز
- معتمدية الحمامات
- معتمدية دار شعبان الفهري
- معتمدية سليمان
- معتمدية قربة
- معتمدية قرمبالية
- معتمدية قليبية
- معتمدية منزل بوزلفة
- معتمدية منزل تميم
- معتمدية الميدة
- معتمدية نابل
- معتمدية الهوارية

## التوأمة
- الجديدة، المغرب منذ 1985.
- شيتو، اليابان.

## معالم مدينة نابل الأثرية[6]

### المنطقة الأثرية لنيابوليس
وتعرف بنابل القديمة، وكُشف عنها عام 1965م صدفة، وعثرت الحفريات في المنطقة على مؤسسة صناعيّة رومانية تختص بصنع نوع من مرق السّمك يدعى (garum)، ورجح المختصون أن المؤسسة خاصة بالتصدير، وذلك لأنها تحتضن أحواضاً كبيرةً لنقع أحشاء الأسماك وصغارها، كما عثر على حي سكني ومنزل روماني من القرن الرابع قبل الميلاد مساحته 1500 م2 . معروف بمنزل الحوريات الذي يعد من أهم المكتشفات بتونس وشمال أفريقيا.

### الجرة
منذ مفتتح شهر جويلية من سنة 1962, شيدت جرة نابل لتكون رمزا لصناعة الفخار بالمنطقة.

### متحف نابل
وهو منزل متواضع في الأصل، جُدّد ورمم وفتح للجمهور على أنه متحف يحتوي العديد من المقابر والأثاث الجنائزي، بالإضافة إلى اللوحات الفسيفسائية، والمنحوتات المرمرية الرومانية.

### المساجد[10]
الجامع الكبير، مسجد النورية ومسجد السبتية وجامع سيدي عبد القادر.

### الأسواق المسقوفة[4]
سوق البلغة وسوق الذهب.

### المقامات[10]
مقام سيدي سليمان، وسيدي المحرصي على الساحل، ومقامات سيدي عبد القادر، وسيدي علي عزوز، وسيدي الحلفاوي، وسيدي بن عيسى في المدينة.

### معالم أخرى[10]
الكنيس الكبير، والنصب التذكاري للشهداء، ومنطقة الحمامات والينابيع الدافئة على بعد ستين كيلومتراً شرقي العاصمة، الساعة الشمسية.